# 5001 (فلم)
5001  فيلم مصري صامت لعام 1932من إخراج توجو مزراحي الذي كتب القصة والسيناريو أيضا، وهو فيلمه الثاني الفيلم من بطولة «شالوم» ويروي قصة شاب يعاني من حياته في ظل الفقر والحاجة ويعتقد أن حياته سوف تصبح رائعة إذا نال نصيب من الثراء. وتحدث المعجزة وتفوز ورقة «اليانصيب» التي اشتراها عفوياً وكان رقمها هو عنوان الفيلم "5001". تبدأ المشاكل تنهال على الشاب حديث الثراء وتصبح حياته جحيم لا يطاق ويتمنى العودة لسابق العهد عندما كان فقيرا ولكن بلا مشاكل.
صدر الفيلم إلى دور العرض بالقاهرة في 15 نوفمبر 1932.

## طاقم التمثيل
شالوم - دولت رمزي - عبد الفتاح صالح - عبد العزيز عنتر - دولت أبيض - محمد سبكي - عبده محرم - عبده حسن - محسن رمزي - أحمد مشرقي 

## خلفية الفيلم
بعد نجاح فيلم توجو مزراحي الصامت الأول «الهاوية» عام 1930 الذي عرض عام 1931 تحت عنوان مختلف هو «الكوكايين» واستطاع شالوم، بطل الفيلم، من خلاله أن يثبت أنه من الممثلين الجيدين. أنتج مزراحي فيلمه الثانى "5001" عام 1932، وهو كوميدي صامت. وشارك في بطولته مع الممثل شالوم أو ليون أنجيل. وكانت هذه بداية تقديمه سلسلة من الأفلام التي تعتمد على شخصية «شالوم»، والتى أرادها معادلا لشخصية «شارلي شابلن»، فقدم بعض أفلام عنوانها يشمل أسم الشخصية «شالوم»: «شالوم الترجمان» عام 1935 و«شالوم الرياضي» عام 1937 وبعض أفلام بطولة الشخصية «شالوم» والعنوان لا يشمل أسم البطل: «المندوبان» عام 1934 و«العز بهدلة» عام 1937.
أن فيلم "5001" لن يتمكن أحد من مشاهدته، مع مجموعة كبيرة من الأفلام المصرية القديمة الأخرى المفقودة.

## وصلات خارجية
- 5001 على موقع IMDb (الإنجليزية)
- 5001 على موقع قاعدة بيانات الأفلام العربية
- 5001 على موقع قاعدة بيانات الفيلم (الإنجليزية)
- 5001 على موقع ليتربوكسد (الإنجليزية)
- 5001 على موقع كينوبويسك (الروسية)
- 5001 على موقع الدهليز

https://www.kinopoisk.ru/film/147184/cast/ فيلم 5001